# Святейший правительствующий синод
Святе́йший прави́тельствующий сино́д (рус. дореф. Святѣйшій Правительствующій Сѵнодъ) — высший орган церковно-государственного управления Русской церковью в синодальный период (1721—1917).
Святейший синод был высшей административной и судебной инстанцией Русской церкви. Ему принадлежало право, с одобрения верховной власти Российской империи, открывать новые кафедры, избирать и поставлять епископов, устанавливать церковные праздники и обряды, канонизировать святых, осуществлять цензуру в отношении произведений богословского, церковно-исторического и канонического содержания. Ему принадлежало право суда первой инстанции в отношении епископов, обвиняемых в совершении антиканонических деяний, также Синод имел право выносить окончательные решения по бракоразводным делам, делам о снятии с духовных лиц сана, о предании мирян анафеме; вопросы духовного просвещения народа также входили в ведение Синода:238.

## Правовой статус

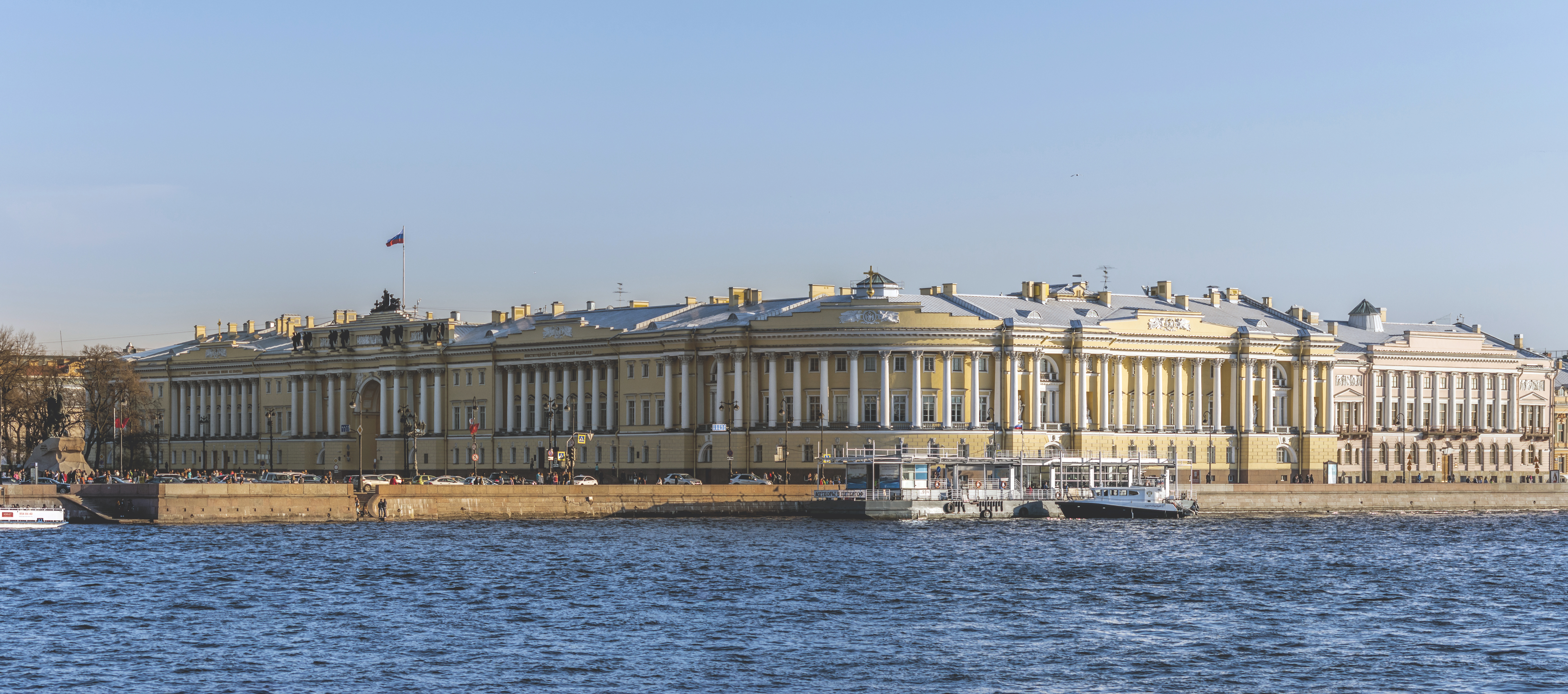
Здание Сената и Синода в Санкт-Петербурге

Согласно Основным законам Российской империи, Синод определялся как «соборное, обладающее в русской православной церкви всеми видами высшей власти и состоящее в сношениях с заграничными православными церквами правительство, чрез которое действует в церковном управлении верховная самодержавная власть, его учредившая».
В таковом качестве был признан восточными патриархами и прочими автокефальными церквами. Члены Святейшего правительствующего синода назначались императором. Представителем императора в Синоде был Обер-прокурор Святейшего синода.
По упразднении Петром I (1701 год) патриаршего управления церковью, с 1721 года вплоть до августа 1917 года (номинально существовал до 1 (14) февраля 1918 года) учреждённый им Святейший правительствующий синод был высшим государственным органом церковно-административной власти в Российской империи, заменявшим собой патриарха в части общецерковных функций и внешних сношений, а также соборы всех епископов поместной церкви, то есть Поместный Собор:236.
Правительствующий синод действовал от имени императора, распоряжения которого по церковным делам были окончательны и обязательны для Синода:237.

## История

### XVIII—XIX вв.
16 (27) октября 1700 года скончался патриарх Адриан. Царь Пётр I назначил образованного малороссийского митрополита Рязанского Стефана Яворского экзархом, то есть блюстителем патриаршего престола. Из его компетенции Пётр изъял кадровые и административные вопросы. 24 января (4 февраля) 1701 года был восстановлен упразднённый 19 (29) декабря 1677 года Монастырский приказ, в ведение которого перешло управление всеми церковными вотчинами.
В 1718 году Пётр I высказал мнение, что «для лучшего впредь управления мнится быть удобно духовной коллегии»; Пётр поручил псковскому епископу Феофану Прокоповичу составить для будущей коллегии устав, получивший название Духовный Регламент.
В течение 1720 года проходило подписание Регламента архиереями и архимандритами степенных монастырей; последним, нехотя, поставил подпись экзарх митрополит Стефан (Яворский). 25 января (5 февраля) 1721 года документ был утверждён.
25 января (5 февраля) 1721 года «Регламент, или устав Духовной коллегии» был подписан в форме Манифеста; документ  предусматривал учреждение Духовной коллегии, которая была торжественно открыта 14 февраля. Президентом Духовной коллегии, сразу же переименованной в Святейший синод, стал митрополит Стефан Яворский. В том же году Пётр I обратился к Вселенскому патриарху Иеремии III с ходатайством о признании восточными патриархами Святейшего Синода. В сентябре 1723 года Константинопольский и Антиохийский патриархи особой грамотой признали Святейший Синод своим «во Христе братом», обладающим равнопатриаршим достоинством.
14 (25) февраля 1721 года Духовная коллегия, получившая название Святейшего Правительствующего Синода, была официально открыта.
Именным указом от 14 (25) января 1725 года, Монастырский приказ был преобразован в Камер-контору.
При Екатерине I Синод на некоторое время перестал именоваться «Правительственным», а получил название «Духовного»:239.
До 1901 года члены Синода и присутствующие в Синоде при вступлении в должность должны были приносить присягу, которая, в частности, гласила:

Исповѣдую же с клятвою крайняго Судію Духовныя сея Коллегіи быти Самаго Всероссійскаго Монарха Государя нашего всемилостивѣйшаго.

До 1 сентября 1742 года Синод также был и епархиальной властью для бывшей Патриаршей области, переименованной в Синодальную.
В ведение Синода были переданы патриаршие приказы: духовный, казённый и дворцовый, переименованные в синодальные, монастырский приказ, приказ церковных дел, канцелярия раскольнических дел и типографская контора. В Санкт-Петербурге была учреждена тиунская контора (Тиунская Изба); в Москве — духовная дикастерия, канцелярия синодального правления, синодальная контора, приказ инквизиторских дел, канцелярия раскольнических дел.
Все учреждения Синода были закрыты в течение первых двух десятилетий его существования, кроме синодальной канцелярии, московских синодальной конторы и типографской конторы, которые просуществовали до 1917 года.
В 1888 году стал выходить журнал «Церковные ведомости», официальное печатное издание Святейшего Синода.

### Последние годы (1912—1918)

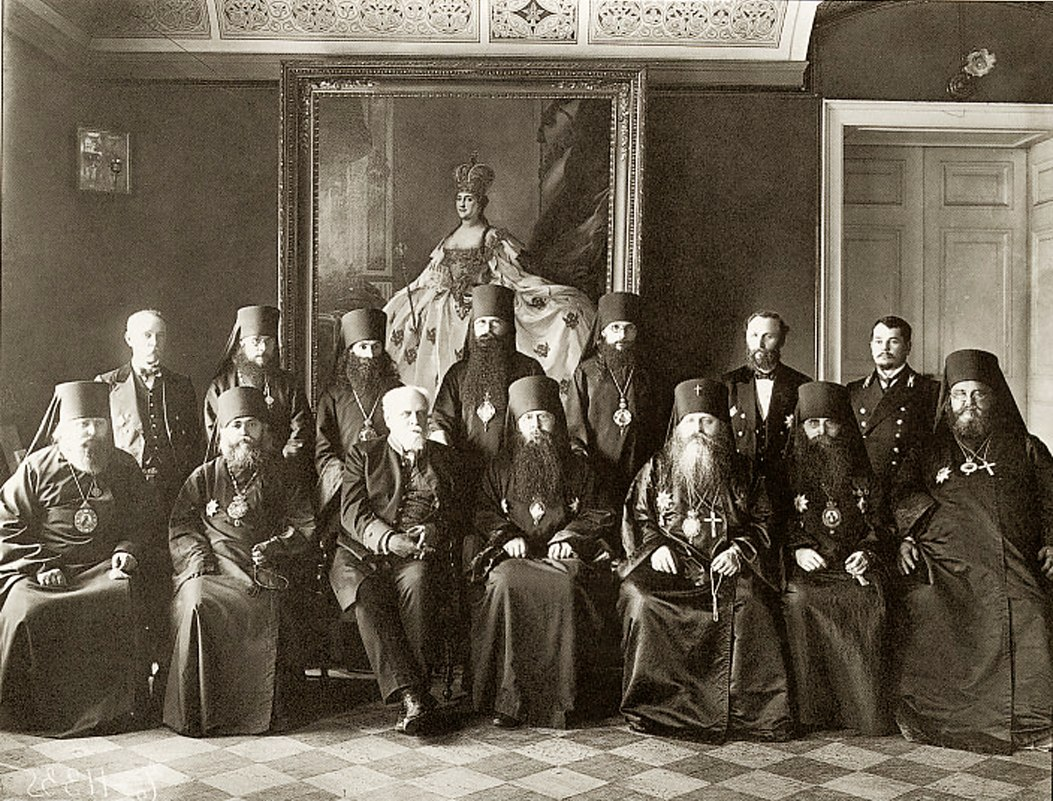
Участники Чрезвычайного собрания Святейшего Синода 26 июля 1911 года в главном зале митрополичьего дома Александро-Невской лавры. В нижнем ряду: епископ Ямбургский Георгий (Ярошевский), епископ Туркестанский и Ташкентский Димитрий (Абашидзе), обер-прокурор В. К. Саблер, архиепископ Финляндский и Выборгский Сергий (Страгородский), архиепископ Волынский Антоний (Храповицкий), епископ Могилёвский и Мстиславский Стефан (Архангельский), епископ Чистопольский Алексий (Дородницын)

По смерти первенствующего члена Синода Антония (Вадковского) в 1912 году и назначения на Санкт-Петербургскую кафедру митрополита Владимира (Богоявленского) политическая ситуация вокруг Синода значительно обострилась, что было связано со вторжением Г. Распутина в дела церковного управления. В ноябре 1915 года Высочайшим рескриптом митрополит Владимир был переведён в Киев, хотя и с сохранением за ним звания первенствующего члена. Перемещение Владимира и назначение на его место митрополита Питирима (Окнова) было болезненно воспринято в церковной иерархии и в обществе, которое рассматривало митрополита Питирима как «распутинца». В результате, как писал князь Николай Жевахов, «нарушался принцип неприкосновенности иерархов, и этого было достаточно для того, чтобы Синод очутился чуть ли не в авангарде той оппозиции к престолу, какая использовала означенный акт для общих революционных целей, в результате чего оба иерарха, митрополиты Питирим и Макарий, были объявлены „распутинцами“».
Бывший членом Синода в предреволюционные годы протопресвитер Георгий Шавельский, находясь в эмиграции, так оценивал старейших членов Синода того времени и общую обстановку в нём: «Беспримерно убогий по своему составу митрополитет <…> в известном отношении характеризовал состояние нашей иерархии предреволюционного времени. <…> В Синоде царила тяжёлая атмосфера недоверия. Члены Синода боялись друг друга, и не без оснований: каждое слово, открыто сказанное в стенах Синода противниками Распутина, немедленно передавалось в Царское Село».
В конце 1915 года скандальный характер приобрело обсуждение в Синоде «варнавинского дела» (см. Тобольский скандал), вследствие которого в отставку с поста обер-прокурора был вынужден подать А. Д. Самарин. О ситуации в церковном управлении к концу царствования Николая II протопресвитер Шавельский писал: «В конце 1916 г. ставленники Распутина уже фактически держали в своих руках управление. Обер-прокурор Св. Синода Раев, его товарищ Жевахов, управляющий канцелярией Св. Синода Гурьев и его помощник Мудролюбов были распутинцами. Эту же веру исповедовали митрополиты Питирим и Макарий. Целый ряд епископов епархиальных и викарных были клиентами Распутина».
1 марта 1916 года, по докладу обер-прокурора Синода Волжина, императору «благоугодно было всемилостивейше повелеть, дабы на будущее время доклады обер-прокурора Его Императорскому Величеству по делам, касающимся внутреннего строя церковной жизни и существа церковного управления, совершались в присутствии первенствующего члена Св. Синода, в целях всестороннего канонического их освещения». Консервативная газета «Московскія Вѣдомости», называя Высочайшее повеление 1 марта «великим актом доверия», писала: «Из Петрограда сообщают, что в церковных кругах и в Синоде великий акт царского доверия переживается как светлый праздник, что А. Н. Волжин и митрополит Владимир получают отовсюду приветствия и выражения благодарности».
В ночь со 2 на 3 марта 1917 года император Николай II отрёкся от престола. Но ещё днём 2 марта Синод принял решение войти в связь с Исполнительным комитетом Государственной думы. Члены Синода фактически признали революционную власть ещё до отречения царя. Несмотря на отсутствие в целом юридического отречения от престола Дома Романовых, Синод своими определениями от 6 марта распорядился исправить все богослужебные чины, в которых поминался «царствовавший» дом. Вместо молитв о де-юре царствующем доме следовало возносить прошения о «Благоверном Временном правительстве».
9 марта Синод обратился с посланием «К верным чадам Православной Российской Церкви по поводу переживаемых ныне событий». Оно начиналось так: "Свершилась воля Божия. Россия вступила на путь новой государственной жизни.
В апреле 1917 года член Государственного совета, член Совета Русского Собрания профессор-протоиерей Тимофей Буткевич писал в передовице официального издания Святейшего Синода «Церковный Вѣстникъ» о состоянии в высшем управлении российской церковью в последние годы царствования Николая II: «<…> Особенно тяжело сказалось влияние Распутина на царя в жизни православной церкви. <…> И церковью управлял, собственно, Распутин. Он назначал обер-прокуроров Св. Синода из лиц, лизавших его руки. Своих единомышленников он возводил на митрополичьи (м. м. Питирим и Макарий) и архиепископские кафедры. <…>»
После падения монархии, 14 (27) апреля 1917 года Временное правительство издало постановление, освобождающее всех членов Синода, за исключением архиепископа Сергия (Страгородского), и о вызове новых членов на летнюю сессию. Смысл роспуска состоял в удалении из Синода лиц, которые воспринимались тогда обществом как ставленники Распутина: московского митрополита Макария (Невского) и петроградского Питирима (Окнова). Указ был зачитан Синоду обер-прокурором В. Н. Львовым 15 (28) апреля; архиепископ Сергий (Страгородский) согласился войти в новый состав Синода, «хотя обещал братьям-епископам, что в новый состав Синода, образованного Львовым, не пойдёт».
Определением Святейшего Синода от 29 апреля (12 мая) 1917 года за № 2579 из делопроизводства Синода изымался ряд вопросов «на окончательное разрешение в епархиальные управления»: о снятии священного сана и монашества по прошениям, об учреждении новых приходов на местные средства, о расторжении браков по неспособности одного из супругов, о признании браков незаконными и недействительными, о расторжении браков по прелюбодеянию — при согласии обеих сторон, и ряд других, ранее бывших в компетенции Синода. В тот же день Синод принял решение о сформировании предсоборного совета для подготовки вопросов, подлежащих рассмотрению на «Церковном учредительном собрании»; основной задачей стала подготовка всероссийского поместного собора.
25 июля (7 августа) 1917 года В. Н. Львова на посту обер-прокурора сменил А. В. Карташёв — последний, кто занимал должность обер-прокурора Святейшего Синода.
5 (18) августа 1917 года было учреждено министерство вероисповеданий во главе с Карташёвым; обер-прокуратура упразднялась.
С 1 (14) февраля 1918 года, согласно постановлению Всероссийского Собора от 31 января, полномочия Святейшего Синода перешли патриарху и коллегиальным органам — Священному Синоду и Высшему церковному совету. Определения от имени Святейшего Синода публиковались вплоть до 18 (31) января 1918 года.
Ликвидирован де-юре как государственный орган декретом Совета Народных Комиссаров от 20 января (по ст. ст.) 1918 года «О свободе совести, церковных и религиозных обществах» (Об отделении церкви от государства и школы от церкви).
24 марта/6 апреля 1918 года постановлением Патриарха Тихона, Священного Синода и ВЦС № 57 Петроградская Синодальная контора была закрыта.

## Состав
Первоначально по Духовному регламенту Синод состоял из одиннадцати членов: президента, двух вице-президентов, четырёх советников и четырёх асессоров; в его состав входили архиереи, настоятели монастырей и лица белого духовенства.
С 1726 года президент Синода стал называться первенствующим членом, а прочие — членами Святейшего синода и просто присутствующими.
В позднейшее время номенклатурный состав Синода многократно изменялся. В начале XX века член Синода было жалованным званием, удерживавшимся пожизненно даже в случае, если лицо не призывалось никогда для заседания в Синоде. При этом митрополиты Петербургский, Киевский, Московский, экзарх Грузии являлись, как правило, постоянными членами Синода, а митрополит Петербургский из них почти всегда был первенствующим членом Синода:239.
Особая честь выпала Владимиру (Богоявленскому) последовательно занимать все четыре упомянутые кафедры с 1892 г. и поэтому оставаться одним из четырёх постоянных членов Синода с 1892 по 1917 гг., а с 1912 по 1917 гг. быть его Первенствующим членом.

## Обер-прокурор Синода
Обер-прокурор Святейшего Правительствующего Синода — светский чиновник, назначавшийся российским императором (в 1917 году назначались Временным правительством) и являвшийся его представителем в Святейшем Синоде. Полномочия и роль различались в различные периоды, но в целом в XVIII—XIX века имелась тенденция к усилению роли обер-прокурора.

## Первенствующие члены
- Стефан (Яворский), президент Синода (14 февраля 1721 — 27 ноября 1722), митрополит Рязанский
  - Феодосий (Яновский), первый вице-президент Синода (27 ноября 1722 — 27 апреля 1725), архиепископ Новгородский
  - Феофан (Прокопович), первый вице-президент Синода (1725 — 15 июля 1726), архиепископ Новгородский
- Феофан (Прокопович) (15 июля 1726 — 8 сентября 1736), архиепископ Новгородский
  - К 1738 году в Синоде заседал только один епископ, кроме него были архимандриты и протопопы
- Амвросий (Юшкевич) (29 мая 1740 — 17 мая 1745), архиепископ Новгородский
- Стефан (Калиновский) (18 августа 1745 — 16 сентября 1753), архиепископ Новгородский
- Платон (Малиновский) (1753 — 14 июня 1754), архиепископ Московский
- Сильвестр (Кулябка) (1754—1757), архиепископ Санкт-Петербургский
- Димитрий (Сеченов) (22 октября 1757 — 14 декабря 1767), архиепископ Новгородский (с 1762 — митрополит)
- Гавриил (Кременецкий) (1767—1770), архиепископ Санкт-Петербургский
- Гавриил (Петров) (1775[24] — 16 октября 1799), архиепископ Новгородский (с 1783 — митрополит)
- Амвросий (Подобедов) (16 октября 1799 — 26 марта 1818), архиепископ Санкт-Петербургский (с 1801 — митрополит Новгородский)
- Михаил (Десницкий) (1818 — 24 марта 1821), митрополит Санкт-Петербургский (с июня 1818 — митрополит Новгородский)
- Серафим (Глаголевский) (26 марта 1821 — 17 января 1843), митрополит Новгородский
- Антоний (Рафальский) (17 января 1843 — 4 ноября 1848), митрополит Новгородский
- Никанор (Клементьевский) (20 ноября 1848 — 17 сентября 1856), митрополит Новгородский
- Григорий (Постников) (1 октября 1856 — 17 июня 1860), митрополит Санкт-Петербургский
- Исидор (Никольский) (1 июля 1860 — 7 сентября 1892), митрополит Новгородский
- Палладий (Раев-Писарев) (18 октября 1892 — 5 декабря 1898), митрополит Санкт-Петербургский
- Иоанникий (Руднев) (25 декабря 1898 — 7 июня 1900), митрополит Киевский
- Антоний (Вадковский) (9 июня 1900 — 2 ноября 1912), митрополит Санкт-Петербургский
- Владимир (Богоявленский) (23 ноября 1912 — 6 марта 1917), митрополит Санкт-Петербургский (с 1915 — митрополит Киевский)
- Платон (Рождественский) (14 апреля 1917 — 21 ноября 1917), архиепископ Карталинский и Кахетинский, Экзарх Грузии (с августа 1917 — митрополит Тифлисский и Бакинский, Экзарх Кавказский)